# エスクロー
エスクロー（escrow）とは、商取引の際に信頼の置ける第三者を仲介させて取引の安全を担保する第三者預託である。

## 概要
1947年にアメリカ合衆国カリフォルニア州にて不動産取引の決済保全制度として発祥し、西部諸州の各州政府の法律に基づく制度として歴史がある。
具体的な方法としては、売り手・買い手・第三者（エスクローエージェント）の間で次の手順で行われる。
1. 買い手はエスクローエージェントに代金を預ける。
2. 売り手はエスクローエージェントへの入金を確認し、買い手に商品を発送する。
3. 買い手は送付された商品を確認し、エスクローエージェントに商品の到着を報告する。
当初の取引内容と異なる場合は、商品の返送または取引破棄をすることができる。
4. エスクローエージェントは売り手に代金を送金し、売り手は代金を受領する（取引の終了）。

仲介するエスクローエージェントは、手数料を取ることで利益を得る。
アメリカ州法などでは
- エスクロー：第三者預託取引およびそのサービス
- エスクローエージェント：エスクローエージェントのライセンスを持ちエスクローを実施する自然人
- エスクローエージェンシー：1人以上のエスクローエージェントを抱える事業体

と定義しているが、ここでは全てを総称して「エスクロー」と呼ぶことにする。

## 利用
典型的な利用はアメリカの個人住宅を含む不動産売買に見られ、エスクローは不動産の名義変更登記が完了するまで売買代金を預かり、登記変更手数料や固定資産税の日割り、ローンがある場合の日割りの利息や不動産仲介業者の手数料等一切の費用を控除した上で売り手に正味代金を払い、もし余剰金があれば買い手にその分を返金するなどの精算業務も行う。もし原登記の名義が違っていたり予定外の抵当権がついているなど取引に故障があれば、当然代金の支払いはなされない。
また、建築などの役務で着工から引渡しまでの期間施主から工事代金を預かったり、個人間のインターネット・オークション取引のような遠方の未知で信用不安のある相手との商品売買の仲介にも使われる。
金銭取引以外でも、例えば購入した機械の非公開の設計図やソフトウェアプログラムのソースコードなどの知的所有権の絡む文書などをエスクローに預け、万が一製造元が破綻してもその設計図やソースコードを確保できるなどの用途にも使われる。
預託されるのは現金に限らず、証券、証書などの「有価証券」であり、エスクロー契約であらかじめ定められた条件（商品の授受や役務の完了）が成立すると、預託物をあらかじめ定められた相手に引き渡してエスクローの完了となる。
2010年のメキシコ湾原油流出事故では、被害を受けた住民や企業に対して補償金の支払いが適切に行われるよう、補償金の支払いを管理するために「エスクロー勘定」を設定するよう求められた。また、同年の欧州ソブリン危機では、ギリシャ支援パッケージの一環として救済資金に関する「エスクロー勘定」について議論されるなど、幅広く利用されている。

## アメリカのエスクロー
アメリカでは州政府による認可・免許を得なければエスクローの名称を使用することはできない。
エスクローの免許更新は通常1年単位である。
多くの州では、エスクローは一定額の債券（bond）の購入が義務付けられており、エスクロー取引に瑕疵があった場合はこの債券の払込み資金を原資とした補償が得られる。
企業の欠陥商品などに対するクラスアクション（集団訴訟）の和解解決金も、時には数十万人に及ぶ原告・被害者の各人に責任企業が個々の支払いをするのは現実的ではないから、そのような作業に長けたエスクローに合計金額を一括で払い込み、エスクローは和解内容に応じて個々人に解決金を分配・支払うのが一般的である。

## 日本の場合
日本では立法上のエスクロー制度はなく、エスクローの名称を自由に使用することができる。
日本では信託の形が最もアメリカ式のエスクローに近いが、この場合エスクローエージェントとなれるものが信託会社、もしくは信託免許を持つ金融機関（信託銀行等）に限られてしまうという問題がある。このため実務上は銀行口座を利用したエスクローサービスが使われるケースも多いが、信託に比べると手続きが簡略な一方で、買主またはエスクローエージェントが倒産した場合に売主が金銭を受け取れないリスクがあるなど、別の問題が生じる。
これに対し、2009年に成立した資金決済に関する法律では、1回の送金額が100万円以下の場合に「資金移動業者」として金融庁もしくは各地の財務局に登録することで、一般の株式会社でも信託に近い形のエスクローサービスを手がけることができるようになった。この場合信託に比べ手続きが簡略な上、資金移動業者に送金途中の金銭（滞留金額）以上の金銭の供託を義務付けることで、売主が金銭を受け取れないリスクを回避しており、一般の利用者が少額決済におけるエスクローサービスを利用しやすいようにしている。
また、金融機関とは異なるがインターネットオークションやフリマアプリなどで運営会社がエスクローサービスを展開することもあり、この場合では落札者がクレジットカードや現金払いなどで運営会社宛へ決済を行った後、受領確認を経て出品者へと料金が支払われる（Yahoo!オークションのかんたん決済、モバオクのモバペイ､メルカリの支払いサービスなど）。